# Higgs Island
Higgs Island ist eine kleine, fast rechteckige Insel im Nordosten von Bermuda. Sie liegt zwischen der Südostküste von Saint George’s Island und der Nordwestküste von Paget Island, direkt an der bermudischen Wasserstraße Town Cut.
Die Insel ist mit dem ihr südwestlich vorgelagerten Horseshoe Island über eine kaum 70 Meter lange schmale Nehrung verbunden. Die beiden dicht bewaldeten Inselchen gehören zum bermudischen Verwaltungsgebiet Saint George’s Parish, sind aber nicht bewohnt.